# Drehzahlregelung
Eine Drehzahlregelung regelt die Drehzahl einer Welle auf einen vorgegebenen, häufig konstanten Wert. Je nach vorliegender Situation erfolgt der Regeleingriff entweder an der Drehmoment erzeugenden Stelle (Motor) oder durch gezieltes Aufprägen eines verzögernden Moments (Bremsen).  
Wenn der Motor lastunabhängig mit einer Solldrehzahl betrieben werden soll, so muss dazu eine Drehzahlregelung aufgebaut werden. Dazu muss der Drehzahlistwert gemessen oder aus dem Strom berechnet werden und entsprechend die Drehzahl des Motors verändert werden. Derartige Regelungen sind in der Antriebstechnik als Vektorregelung bekannt. 
Beispiele:
- Klassische Dampfmaschine: Ein Fliehkraftregler schließt das Drosselventil proportional zur Drehzahl.
- Drehstrommaschinen: Frequenzumrichter können über den Strom die aktuelle Drehzahl ermitteln und entsprechend gegensteuern.

## Drehzahlveränderung bei Drehstrommotoren
Bei Drehstrom-Asynchronmotoren kann die Drehzahl in Abhängigkeit von Polpaarzahl, Frequenz und Schlupf eingestellt werden.
- Die Polpaarzahl bietet nur eine grobstufige Möglichkeit, die Drehzahl zu wählen. Bei höherer Polpaarzahl wird die Drehzahl kleiner.
- Mit der Frequenz kann die Drehzahl genauer und feiner reguliert werden. Ändert man die Statorfrequenz, so ändert dies in gleicher Weise die Drehzahl des Drehfeldes. Anhand der Änderung des Statordrehfeldes werden mehr magnetische Feldlinien geschnitten. Dies erzeugt eine größere Induktion auf den Rotor, wodurch dieser beschleunigt wird.
- Anhand der Schlupfregelung kann die Drehzahl verkleinert werden. Hierbei wird die Statorspannung verkleinert, wodurch der Schlupf größer wird und die Drehzahl sinkt. Die Statorspannung wird mittels Phasenanschnitt gesteuert.

Bei Drehstrom-Synchronmaschinen wird die Drehzahl nur durch die Polpaarzahl und die Frequenz eingestellt.